# Adriana (cantora brasileira)
Adriana Rosa dos Santos, mais conhecida simplesmente como Adriana (Rio de Janeiro, 3 de fevereiro de 1953), é uma cantora e compositora brasileira, considerada uma das mais belas vozes nacionais.
A composição da música O Que Me Importa é atribuída a José de Ribamar Cury Heluy, no ano de 1970.

## Biografia e Carreira
Filha da vedete de teatro de revista Maria Helena que atuou na Companhia de Carlos Machado. Adriana começou a carreira aos treze anos de idade, cantando em apresentações de matinês, mesmo contra a vontade da mãe, que não queria que ela seguisse carreira artística. Começou a se inscrever em concursos de rádio, passou no teste, tornando-se cantora de rádio. Em pouco tempo, foi descoberta por produtores musicais, devido ao sucesso que fazia cantando nestes eventos e passou a ser chamada para se apresentar na TV. A jovem extremamente tímida pensou em recusar a fama e obedecer a mãe, mas voltou atrás e decidiu seguir seu sonho, convencida pelos produtores a não desperdiçar sua potência vocal.
Seu sucesso veio em 1969, logo ao gravar seu primeiro disco. A música foi "Vesti Azul", que ela regravou, sendo original na voz de Wilson Simonal. Seu disco bateu recorde de vendas, com 380 mil cópias vendidas. Como ainda era adolescente, só podia se apresentar de tarde nos programas do Chacrinha ou Flávio Cavalcante. Seu carisma com o público lhe rendeu a alcunha de "Rainha Hippie".
Com a carreira consolidada, foi capa da revista O Cruzeiro em 1973. Como seus discos não paravam de vender, foi contratada nesta época pela gravadora Odeon, onde iniciou sua carreira com trilhas musicais românticas. Seu grande sucesso na gravadora foi a canção "O que me importa", composta por Cury Heluy, tendo sido regravada por Tim Maia e Marisa Monte.
Em 1978, foi premiada como a melhor cantora e compositora do ano, pela música "O Cara", na qual venceu o festival de música Mar del Plata, na Argentina.
Teve várias músicas como temas de novelas, fez diversas fotonovelas, participação em novelas e três filmes.
Fez muito sucesso com a música "I love you baby", composição de Gilson e Joran, (Autores de outro grande sucesso, "Casinha Branca").
Devido o sucesso da novela A Gata Comeu, em 1986 gravou a canção Pra Sempre Vou Te Amar (Forever by Your Side), do grupo The Manhattans e foi um grande sucesso em 1987, em todo Brasil participando de todos programas de TVs e rádios sempre ficando no primeiro e/ou segundo lugar nas paradas de sucesso e inclusive o extinto programa Globo de Ouro na TV Globo e canal Viva. O álbum que continha a música vendeu mais de 400 mil cópias no Brasil. Foi tema da novela Mandala "As preferidas de Tony Carrado" personagem de Nuno Leal Maia.
Em 1988 gravou a canção Viver é Ter Você Pra Mim (The Greatest Love of All), gravada originalmente por George Benson em 1977, e o sucesso foi tão grande que ganhou em 2013 uma versão remix com a participação especial de Natanna e Tuanny.
Em 1996 gravou Sonhos não são impossíveis (Killing me softly with his song) de Roberta Flack. Teve muito sucesso, reconhecimento e grande repercussão na mídia em geral e no ano seguinte foi tema da novela Anjo Mau.
Teve várias sucessos como: Doce mentira, Coisas do coração, Tá combinado assim, Eu te amo, O amor que existe em mim, Quando você partir, Joguei tudo com você, Alô meu bem eu voltei, A melhor coisa do mundo é você, Simplesmente por você, Teimosia, Que falta faz você e dentre outros...
Até hoje afirma ser muito tímida, tem vergonha de dar entrevistas e aparecer na TV, e que sempre fica nervosa ao subir em um palco.
Seu último CD foi EP intitulado "Eu mereço" onde interpreta com grande singularidade quatro canções sendo: Eu mereço, Longe de você (participação especial: Natanna e Tuanny), I love baby e Vesti azul.
Fazendo shows até hoje, ainda canta repertórios antigos e atuais com muito pedidos.

## Vida Pessoal
Casada há mais de vinte anos com o biólogo marinho, produtor, compositor e músico Márcio Monteiro, que conheceu nos palcos, o casal possui filhas gêmeas idênticas, chamadas Tuanny e Natanna. Assim como o casal, as filhas que se formaram em Direito seguiram também carreira artística. Enquanto se apresenta cantando, seu marido toca guitarra, e suas filhas atuam como backing vocals.

## Discografia
- 1967 - Anjo Azul/La-La-La
- 1968 - Viu/Deixa Pra Lá
- 1969 - Volta Pra Mim/Era de Manhã
- 1970 - Anjo Azul (EP)
- 1970 - Adriana (1970)
- 1970 - Justo Nesta Noite/Quero Ver Você Longe de Mim
- 1970 - A Juventude
- 1970 - Só Sucessos, Vol. 7
- 1971 - O Problema é Seu/Henry/Eu Não Devia/Ligue a Televisão
- 1971 - Deixe Estar Como Está/Que Bom Que Existe Amor
- 1971 - Mamãe, Cê Viu?/Sigo O Caminho/Deixe Estar Como Está/O Que Me Importa
- 1972 - O Que Me Importa/Mamãe, Cê Viu?
- 1972 - Você Nem Viu/Sinto Muito
- 1973 - Deixem-Me Viver/Aposto
- 1973 - Dia D/Velho Abrigo
- 1974 - Goodbye My Love/Última Resposta
- 1975 - Ganhar e Perder/Serrote
- 1978 - O Amor Que Existe em Mim/Você Não Era Assim
- 1978 - Adriana (1978)
- 1978 - O Amor Que Existe em Mim/Todo Mistério/As Flores do Jardim da Nossa Casa/Sei Lá, Amor
- 1979 - Falsa Maquiagem/Doce Mentira
- 1980 - Sem Querer Dizer Adeus/Eu Preciso Te Amar/Que Falta Faz Você/Ainda Te Amo
- 1981 - O Amor Tem Dessas Coisas/A Vida é Passageira/O Cara/O Amor Que Existe em Mim
- 1986 - Adriana (1986)
- 1988 - Dom de Amar
- 1990 - Haja Coração
- 1996 - Simplesmente Por Você
- 1997 - As 20 preferidas da Adriana
- 1999 - A Discoteca do Chacrinha
- 2000 - Santa Edwiges, Rogai Por Nós!
- 2001 - Acústico Brasil
- 2007 - 14 Sucessos
- 2013 - Sem Mais Talvez
- 2016 - Eu Mereço